# Arame, Maranhão
Arame este un oraș în unitatea federativă Maranhão, Brazilia. 